# 都会公园站 (NJT)
都会公园站 （英語：Metropark Station）是美国新泽西州密德薩克斯郡艾斯林的多式联运枢纽车站，距离纽约宾州车站西南24.6英里。本站由新泽西交通（NJ Transit）拥有并营运，有美铁列车和新泽西通勤铁路东北走廊线停靠，新泽西交通还会在高峰期根据铁路时刻运营本站的接驳巴士。
本站位于新泽西州27号公路和花园州收费高速公路131号和132号出口附近，同时附近建有一座全天营运的停车楼。
本站于1971年11月4日作为停靠高速铁路列车Metroliner的市郊停车换乘车站、以“花园州都会公园站”（英語：Garden State Metropark）的名称开通，由新泽西州交通部和联邦交通部投资建设。

## 历史

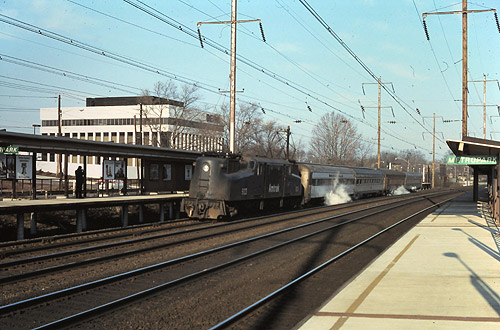
美铁列车停靠（1976年）

都会公园站是1960年代Metroliner上线运营后、东北走廊上以PPP方式新增了两个停车换乘车站之一，另一个为位于马里兰州的首都环路站。两座车站原先规划名称分别为首都环路都会公园站（英語：Capital Beltway Metropark）和花园州都会公园（英語：Garden State Metropark）站，后简化为现名。根据新泽西州交通部（NJDOT）在1968年底提出的一项计划，该州将为车站的费用出资648,000美元，后调整为140万美元
美铁列车于1971年11月14日起开始停靠本站。车站最终耗资260万美元，由新泽西交通部和联邦交通部分担。车站有两座长850-英尺（260-）的高站台和一个含有820个车位的停车场。为方便停车换乘，车站修建在花园州收费高速公路和一个商务园区旁。通勤列车在车站开通初期仍旧使用东侧半英里的艾斯林站，直至该站于1972年关闭而转而停靠本站。
1979年，车站为纪念新泽西州的民主党联邦参议员哈里森·威廉姆斯在筹建工程中的支持而更名为哈里森·A·威廉姆斯都会公园站（英語：Harrison A. Williams Metropark Station）。然而威廉姆斯于1980年在联邦调查局的Abscam行动中陷入贿赂和贪腐丑闻，车站因此取消了其冠名。

### 翻新

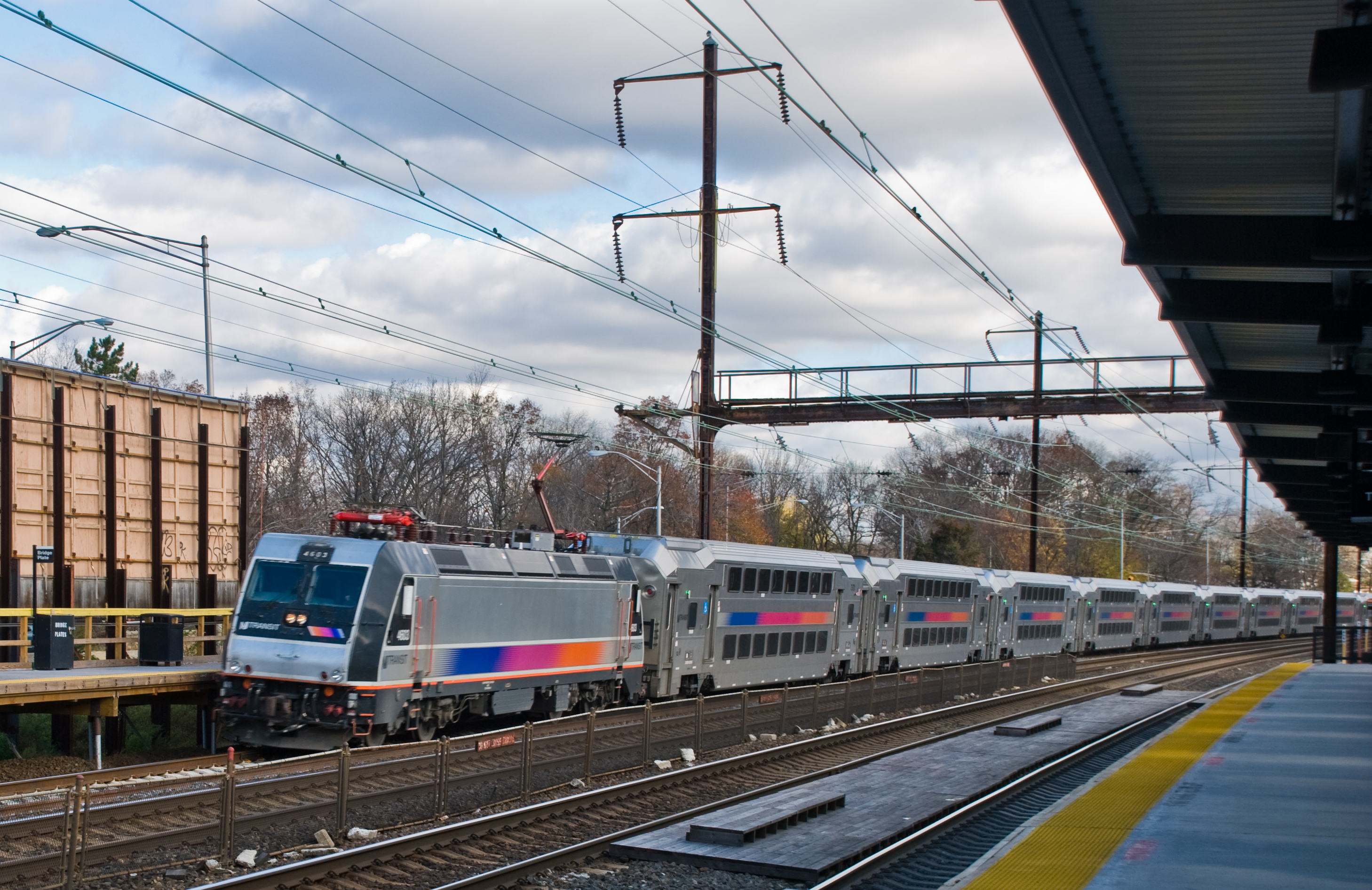
新泽西通勤铁路列车进站（2008年）

2007年1月，新泽西交通宣布了耗资3000万美元的车站翻修计划，计划于2010年完成重建工程于2009年夏天完成，共耗资4700万美元。在此次翻修工程中，施工部门延长了车站站台和雨棚使得其可容纳12节编组的列车、增大了车站站房的面积，此外施工部门还在站台上还装有空调的候车亭并更新了导视系统。

### 客流
2001年以来，本站是新泽西运输除了位于市中心的枢纽车站外最繁忙的车站：车站于2006年平日每日客流超过7000人次，系第一个达到该数字的非市中心枢纽车站。许多居住在史泰登岛的居民也会利用本站或普林斯顿枢纽站前往曼哈顿。

## 车站结构

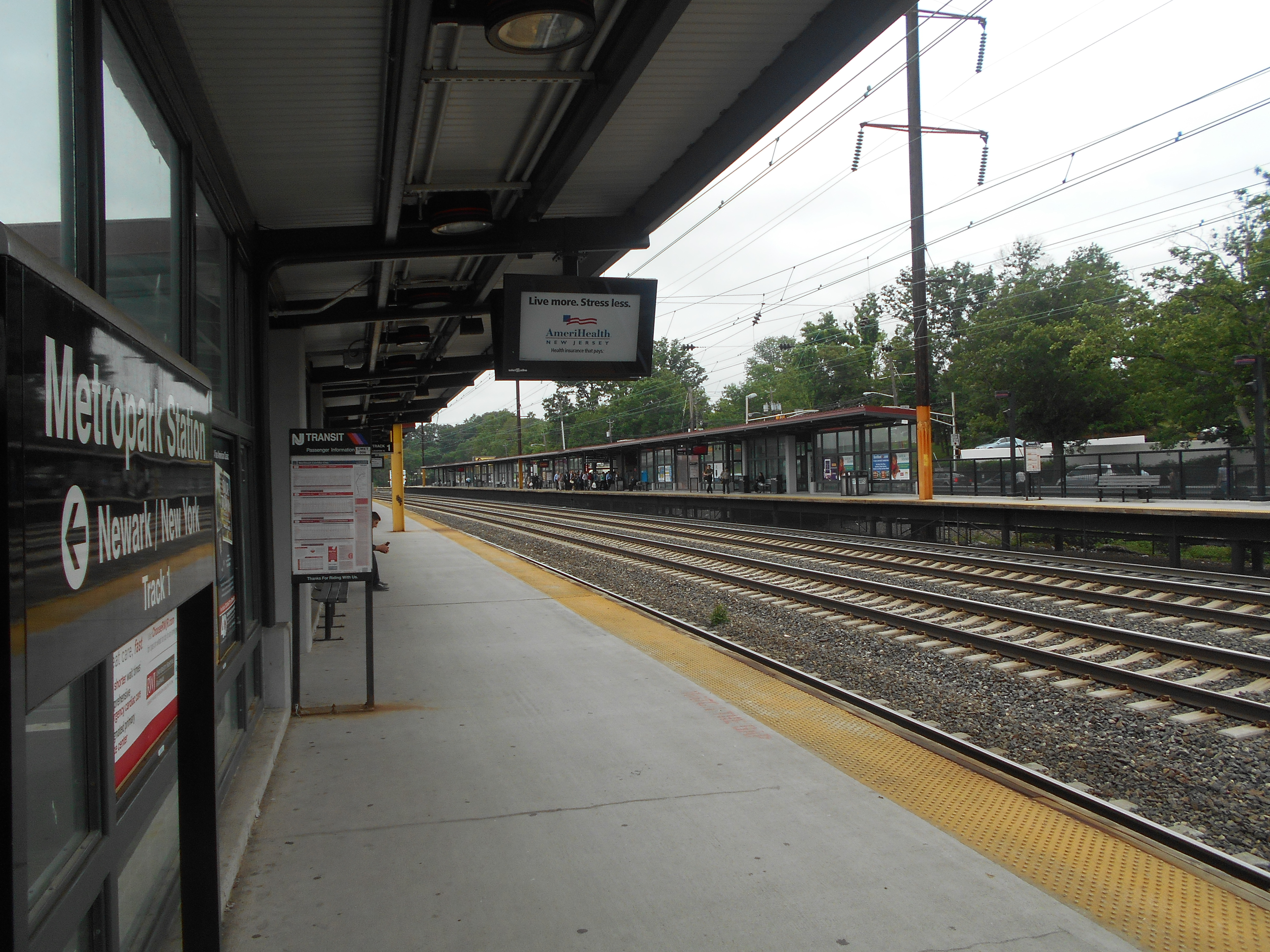
车站站台

本站设有2座侧式月台，中间为四条股道，有东北走廊经过。美铁大部分中长途列车及部分新泽西通勤铁路快车使用中间两条股道通过车站，外侧两条股道有新泽西通勤铁路东北走廊线列车和部分美铁中短途列车经停。由于美铁大部分列车在特伦顿和纽瓦克区间基本不停站，1986年本站东侧和西侧咽喉安装MENLO和ISELIN两座菱形道岔以方便美铁列车停靠车站而无需长时间借用外侧股道。
| 侧式站台，右边车门将会打开 | |
| 4道                        | ← ■美鐵东北区域号等南下列车往华盛顿 （新不伦瑞克、特伦顿） ← ■新泽西通勤铁路东北走廊线往特伦顿方向（梅塔钦）         |
| 3道                        | ← 美铁、新泽西通勤铁路不停站列车                                                                                     |
| 2道                        | ← 美铁、新泽西通勤铁路不停站列车 →                                                                                   |
| 1道                        | ← ■美鐵东北区域号等北上列车往纽约/波士顿方向（纽瓦克机场、紐瓦克） → ← ■新泽西通勤铁路东北走廊线往纽约方向（罗韦） → |
| 侧式站台，右边车门将会打开 | |
| 地面                       | 站房和停车场 |

## 接驳交通
下表列出的巴士线路会在高峰时期服务本站旅客。
| 路线                       | 经停                              | 终点                                        |
| -------------------------- | --------------------------------- | ------------------------------------------- |
| 801 （页面存档备份，存于） | Lincoln Highway Oak Tree Road     | 爱迪生 JFK Medical Center                   |
| 802 （页面存档备份，存于） | Green Street Gill Lane            | 伍德布里奇 伍德布里奇企业园区               |
| 803 （页面存档备份，存于） | Gill Lane Woodbridge Center Drive | 伍德布里奇 伍德布里奇中心或 伍德布里奇站    |
| 804 （页面存档备份，存于） | Wood Avenue                       | 爱迪生 Wood Ave/Inman Ave.                  |
| 805 （页面存档备份，存于） | Thornall Street Ford Avenue       | 爱迪生 Menlo Park Mall 或 Ford Ave/Main St. |